# هربرت غرينفيلد
هربرت غرينفيلد هو فلاح وسياسي كندي، ولد في 25 نوفمبر 1869 في ونشستر في المملكة المتحدة، وتوفي في 23 أغسطس 1949 في كالغاري في كندا. نشط حزبياً في إتحاد مزارعي ألبرتا ‏. وقد انتخب عضو الجمعية التشريعية في ألبرتا ‏ عن دائرة Peace River (provincial electoral district) ‏ (9 ديسمبر 1921 – 28 يونيو 1926) وانتخب Premier of Alberta ‏ (13 أغسطس 1921 – 23 نوفمبر 1925).